# Apodaca Park
Apodaca Park är en park i Kanada.   Den ligger i Greater Vancouver Regional District och provinsen British Columbia, i den sydvästra delen av landet, 3 600 km väster om huvudstaden Ottawa. Apodaca Park ligger 41 meter över havet. Den ligger på ön Bowen Island.
Terrängen runt Apodaca Park är varierad. Havet är nära Apodaca Park åt sydost. Runt Apodaca Park är det tätbefolkat, med 550 invånare per kvadratkilometer.. Närmaste större samhälle är Vancouver, 19,7 km sydost om Apodaca Park. 